# Félix Loustau
Félix Loustau (Avellaneda, 25 de desembre de 1922 - Avellaneda, 5 de gener de 2003) fou un futbolista i entrenador de futbol argentí.
La pràctica totalitat de la seva carrera esportiva la passà al River Plate, on formà part de la mítica davantera coneguda com La Màquina, al costat de Juan Carlos Muñoz, José Manuel Moreno, Adolfo Pedernera i Ángel Labruna.
Jugà 28 cops amb la selecció argentina, amb la qual marcà 10 gols. Fou campió de la Copa Amèrica els anys 1945, 1946 i 1947.

## Palmarès

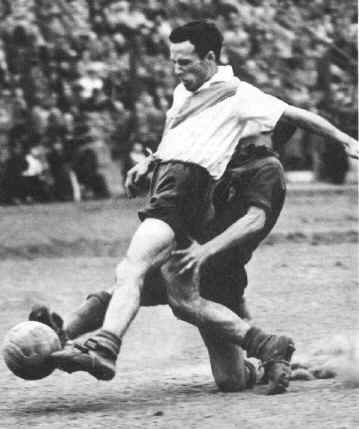
Félix Loustau jugant amb River Plate.

Clubs 
| Temporada | Club        | Títol                     |
| --------- | ----------- | ------------------------- |
| 1942      | River Plate | Lliga argentina de futbol |
| 1945      | River Plate | Lliga argentina de futbol |
| 1947      | River Plate | Lliga argentina de futbol |
| 1952      | River Plate | Lliga argentina de futbol |
| 1953      | River Plate | Lliga argentina de futbol |
| 1955      | River Plate | Lliga argentina de futbol |
| 1956      | River Plate | Lliga argentina de futbol |
| 1957      | River Plate | Lliga argentina de futbol |

 Selecció 
| Temporada | Club      | Títol        |
| --------- | --------- | ------------ |
| 1945      | Argentina | Copa Amèrica |
| 1946      | Argentina | Copa Amèrica |
| 1947      | Argentina | Copa Amèrica |